# 2 Samuel 9
2 Samuel 9 es el noveno capítulo del Segundo Libro de Samuel en el Antiguo Testamento de la Biblia cristiana o la primera parte de los Libros de Samuel en la Biblia hebrea. Según la tradición judía, el libro se atribuyó al profeta Samuel, con adiciones de los profetas Gad y Natán, pero muchos eruditos modernos lo ven como una composición de varios textos independientes de diversas épocas, desde el 630-540 a. C. aproximadamente.  Este capítulo contiene el relato del reinado de David en Jerusalén. Esto se encuentra dentro de una sección que comprende 2 Samuel 9-20 y continúa hasta 1 Reyes 1-2, que tratan de las luchas de poder entre los hijos de David para sucederle en el trono hasta que «el reino quedó establecido en manos de Salomón» (1 Reyes 2:46).

## Texto
Este capítulo fue escrito originalmente en el idioma hebreo. Está dividido en 13 versículos.

### Testigos textuales
Algunos manuscritos antiguos que contienen el texto de este capítulo en hebreo son de la tradición del Texto Masorético, que incluye el Códice de El Cairo (895), el Códice de Alepo (siglo X) y el Códice de Leningrado (1008). Se encontraron fragmentos que contienen partes de este capítulo en hebreo entre los Rollos del Mar Muerto, incluido el 4Q51 (4QSama; 100-50 a. C.) con los versículos 3-4, 9-10 y 12 existentes.
Entre los manuscritos antiguos existentes de una traducción al griego koiné conocida como la Septuaginta (originalmente realizada en los últimos siglos a. C.) se encuentran el Códice Vaticano (B; {\displaystyle \ ara{G}}B; siglo IV) y el Códice Alejandrino (A; {\displaystyle \ ara{G}}A; siglo V).

## Análisis
La estructura de este capítulo es la siguiente:
A. La intención de David (9:1)
B. David habla con Siba (9:2-5)
C. Mefi-boset hace reverencia (9:6)
D. David cumple su pacto con Jonatán (9:7)
C'. Mefi-boset hace una reverencia (9:8)
B'. David habla con Siba (9:9-11)
A'. La intención de David se cumple (9:12-13)
Este capítulo está relacionado con los acontecimientos relacionados con la casa de Saúl y la muerte de Isboset en 2 Samuel 2–4, pero más estrechamente con la historia de la venganza de los gabaonitas en 2 Samuel 21:1–14, que debería preceder a la acogida de Mefi-boset en la mesa de David.

## David pregunta por la casa de Saúl (9:1-4)
La sección comienza con David preguntando por «mostrar bondad a la casa de Saúl por el bien de Jonatán» (versículo 1), lo cual se basa en sus promesas a Jonatán en su pacto ante YHWH (1 Samuel 20:15-16) y su promesa a Saúl de que «no exterminaría a su descendencia» (1 Samuel 24:20–22). El pasaje contiene un flashback a una época temprana del reinado de David (c. 999 a. C. según Steinmann), situado en este capítulo en previsión de los acontecimientos de 1 Samuel 16 y 1 Samuel 19 relativos a Ziba y Mefiboset.  David no tenía mucha información sobre la casa de Saúl desde su huida de esa casa (c. 1015 a. C.), mientras que su último contacto con Jonatán fue en Horesh (1 Samuel 23:16-18; c. 1013-1012 a. C.), aproximadamente un año después del nacimiento de Mefi-boset.  El oficial de David sabía de Ziba, el criado de Saúl, que tenía la información sobre los descendientes de Saúl (versículo 2). Ziba solo identificó a Mefi-boset como el miembro superviviente de la casa de Saúl, porque los hijos de Saúl de concubinas y los nietos de su hija Merab (cf. 2 Samuel 21:8) no se consideraban herederos de la casa de Saúl.

### Versículo 1
Y David dijo: «¿Queda alguien de la casa de Saúl, para que le haga misericordia por amor de Jonatán?»
- «Amabilidad»: en el sentido de «fidelidad al pacto».[20]

## David y Mefi-boset (9:5-13)

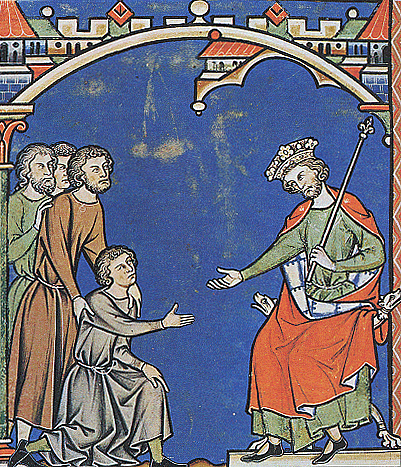
«Ziba lleva a Mefi-boset ante David». Ilustración de la Biblia de Maciejowski (década de 1240)

La presencia de un saulida en la casa de David enfatiza que David estaba tratando honorablemente al descendiente de Jonatán, utilizando la palabra «bondad» (khesed), que aparece en los versículos 1, 3 y 7, para ajustarse a la apelación de Jonatán a «muéstrame la bondad (khesed) del Señor» en 1 Samuel 20:14. David concedió a Mefi-boset, hijo de Jonatán, un patrocinio especial (versículo 7), a expensas reales (v. 11), le devolvió la propiedad de su abuelo (versículo 7) y se hicieron arreglos para que Siba actuara como administrador de la finca para mantener a la familia (versículo 10).
Las propiedades de Saúl (versículo 7) eran propiedad de la corona, por lo que deberían pertenecer a David después de que se convirtiera en rey, pero en ese momento algunas también podrían ser propiedad de los miembros restantes de la casa de Saúl, incluidos sus hijos de concubinas, parientes y la familia de sus hijas. Merab, la hija mayor de Saúl, estaba con su marido, Adriel, en Meholah (1 Samuel 14:49; 18:17-19), mientras que Mical, la otra hija de Saúl, residía con su marido, el rey David, en Jerusalén (2 Samuel 6:16-23), por lo que algunas tierras en otras zonas pueden haber sido mantenidas por cuidadores, incluido Siba.  Así es como los oficiales de David pudieron localizar a Siba. Ahora David podía declarar que todas las propiedades debían ser entregadas a Mefi-boset como único heredero legítimo de Saúl.

### Versículo 5
Entonces el rey David envió a buscarlo y lo sacó de la casa de Machir, hijo de Ammiel, de Lo Debar.
- «Machir»: un miembro valioso de la casa de Saúl que más tarde también mostró bondad con David durante la rebelión de Absalón (1 Samuel 17:27-29).[16]

### Comentarios sobre Samuel
- Auld, Graeme (2003). «1 & 2 Samuel».  En James D. G. Dunn and John William Rogerson, ed. Eerdmans Commentary on the Bible. Eerdmans. ISBN 9780802837110.
- Bergen, David T. (1996). 1, 2 Samuel. B&H Publishing Group. ISBN 9780805401073.
- Gordon, Robert P. (1999). I & II Samuel, A Commentary. Zondervan. ISBN 978-0310230229.
- Hertzberg, Hans Wilhelm (1964). I & II Samuel, A Commentary (trans. from German 2nd edition 1960 edición). Westminster John Knox Press. p. 19. ISBN 978-0664223182.
- Tsumura, David Toshio (2007). The First Book of Samuel. Eerdmans. ISBN 9780802823595.

### General
- Breytenbach, Andries (2000). «Who Is Behind The Samuel Narrative?».  En Johannes Cornelis de Moor and H.F. Van Rooy, ed. Past, Present, Future: the Deuteronomistic History and the Prophets. Brill. ISBN 9789004118713.
- Coogan, Michael David (2007).  Coogan, Michael David; Brettler, Marc Zvi; Newsom, Carol Ann et al., eds. The New Oxford Annotated Bible with the Apocryphal/Deuterocanonical Books: New Revised Standard Version, Issue 48 (Augmented 3rd edición). Oxford University Press. ISBN 978-0195288810.
- Fitzmyer, Joseph A. (2008). A Guide to the Dead Sea Scrolls and Related Literature. Grand Rapids, MI: William B. Eerdmans Publishing Company. ISBN 9780802862419.
- Halley, Henry H. (1965). Halley's Bible Handbook: an abbreviated Bible commentary (24th (revised) edición). Zondervan Publishing House. ISBN 0-310-25720-4. (requiere registro).
- Hayes, Christine (2015). Introduction to the Bible. Yale University Press. ISBN 978-0300188271.
- Jones, Gwilym H. (2007). «12. 1 and 2 Samuel».  En Barton, John; Muddiman, John, eds. The Oxford Bible Commentary (first (paperback) edición). Oxford University Press. pp. 196-232. ISBN 978-0199277186. Consultado el 6 de febrero de 2019.
- Klein, R.W. (2003). «Samuel, books of».  En Bromiley, Geoffrey W, ed. The International Standard Bible Encyclopedia. Eerdmans. ISBN 9780802837844.
- Knight, Douglas A (1995). «Chapter 4 Deuteronomy and the Deuteronomists».  En James Luther Mays, David L. Petersen and Kent Harold Richards, ed. Old Testament Interpretation. T&T Clark. p. 62. ISBN 9780567292896.
- Ulrich, Eugene, ed. (2010). The Biblical Qumran Scrolls: Transcriptions and Textual Variants. Brill.
- Würthwein, Ernst (1995). The Text of the Old Testament. Grand Rapids, MI: Wm. B. Eerdmans. ISBN 0-8028-0788-7. Consultado el 26 de enero de 2019.